# Satellite Award/Fernsehen/Beste Fernsehserie – Komödie/Musical
Mit dem Satellite Award Beste Fernsehserie – Komödie/Musical werden herausragende Fernsehserien der Kategorien Komödie oder Musical geehrt.
Es werden immer jeweils die Fernsehserien des Vorjahres ausgezeichnet.

## Nominierungen und Gewinner

### Ende 1990er
| Jahr | Fernsehserie           | TV-Network | Nominierungen                                                                               |
| 1996 | The Larry Sanders Show | HBO        | Chaos City (ABC) Cybill (CBS) Hinterm Mond gleich links (NBC) Seinfeld (NBC)                |
| 1997 | Frasier                | NBC        | Chaos City (ABC) Drew Carey Show (ABC) The Larry Sanders Show (HBO) Verrückt nach dir (NBC) |
| 1998 | Ellen                  | ABC        | Frasier (NBC) Hinterm Mond gleich links (NBC) Susan (NBC) Verrückt nach dir (NBC)           |
| 1999 | Action                 | FOX        | Becker (CBS) Dharma & Greg (ABC) Frasier (NBC) Sex and the City (HBO)                       |

### 2000–2009
| Jahr | Fernsehserie                       | TV-Network     | Nominierungen |
| 2000 | Sex and the City                   | HBO            | Frasier (NBC) Friends (NBC) Just Shoot Me – Redaktion durchgeknipst (NBC) Die Simpsons (FOX)                                                         |
| 2001 | Sex and the City                   | HBO            | Alle lieben Raymond (CBS) Dharma & Greg (ABC) Frasier (NBC) Friends (NBC)                                                                            |
| 2002 | The Bernie Mac Show                | FOX            | Lass es, Larry! (HBO) Friends (NBC) Gilmore Girls (The WB) Scrubs – Die Anfänger (NBC)                                                               |
| 2003 | Arrested Development               | FOX            | Da Ali G Show (HBO) The Bernie Mac Show (FOX) Kid Notorious (Comedy Central) Lass es, Larry! (HBO) Sex and the City (HBO)                            |
| 2004 | Desperate Housewives               | ABC            | Arrested Development (FOX) The Bernie Mac Show (FOX) Gilmore Girls (The WB) Scrubs – Die Anfänger (NBC)                                              |
| 2005 | The Daily Show                     | Comedy Central | Boston Legal (ABC) The Colbert Report (Comedy Central) Entourage (HBO) My Name Is Earl (NBC)                                                         |
| 2006 | Alles Betty!                       | ABC            | Alle hassen Chris (The CW) Das Büro (NBC) The Colbert Report (Comedy Central) Entourage (HBO)                                                        |
| 2007 | Pushing Daisies                    | ABC            | Alles Betty! (ABC) Chuck (NBC) Extras (HBO) Flight of the Conchords (HBO) Weeds – Kleine Deals unter Nachbarn (Showtime)                             |
| 2008 | Tracey Ullman’s State of the Union | Showtime       | 30 Rock (NBC) The Colbert Report (Comedy Central) It’s Always Sunny in Philadelphia (FX) Pushing Daisies (ABC) Skins (E4)                            |
| 2009 | Glee                               | FOX            | 30 Rock (NBC) The Big Bang Theory (CBS) The Flight of the Conchords (HBO) How I Met Your Mother (CBS) Weeds – Kleine Deals unter Nachbarn (Showtime) |

### 2010–2019
| Jahr | Fernsehserie                      | TV-Network   | Nominierungen |
| 2010 | The Big C                         | Showtime     | 30 Rock (NBC) Glee (FOX) Modern Family (ABC) Nurse Jackie (Showtime) Raising Hope (FOX) Taras Welten (Showtime) |
| 2011 | It’s Always Sunny in Philadelphia | FX           | The Big C (Showtime) Community (NBC) Episodes (BBC Two/Showtime) Louie (FX) Modern Family (ABC) |
| 2012 | The Big Bang Theory               | CBS          | Das Büro (NBC) Community (NBC) Girls (HBO) Happy Endings (ABC) Modern Family (ABC) Parks and Recreation (NBC) Up All Night (NBC) |
| 2013 | Orange Is the New Black           | Netflix      | Alpha House (Amazon Video) The Big Bang Theory (CBS) Brooklyn Nine-Nine (FOX) Enlightened – Erleuchtung mit Hindernissen (HBO) Modern Family (ABC) The Wrong Mans – Falsche Zeit, falscher Ort (BBC Two, Hulu) A Young Doctor’s Notebook (Sky Arts) |
| 2014 | Transparent                       | Amazon Video | Alpha House (Amazon Video) The Big Bang Theory (CBS) Brooklyn Nine-Nine (FOX) Louie (FX) Orange Is the New Black (Netflix) Silicon Valley (HBO) Veep – Die Vizepräsidentin (HBO)                                                                    |
| 2015 | Silicon Valley                    | HBO          | Brooklyn Nine-Nine (FOX) Jane the Virgin (The CW) Sex&Drugs&Rock&Roll (FX) The Spoils Before Dying (IFC) Unbreakable Kimmy Schmidt (Netflix) Veep – Die Vizepräsidentin (HBO)                                                                       |
| 2016 | Silicon Valley                    | HBO          | Brooklyn Nine-Nine (FOX) Lady Dynamite (Netflix) Love (Netflix) Orange Is the New Black (Netflix) Unbreakable Kimmy Schmidt (Netflix) Veep – Die Vizepräsidentin (HBO)                                                                              |
| 2017 | GLOW                              | Netflix      | Atypical (Netflix) Claws (TNT) Baskets (FX) Orange Is the New Black (Netflix) Veep – Die Vizepräsidentin (HBO) |
| 2018 | Lodge 49                          | AMC          | Arrested Development (FOX) Atlanta (FX) Barry (HBO) Black-ish (ABC) Insecure (HBO) The Good Place (NBC) |
| 2019 | Fleabag                           | BBC Three    | Barry (HBO) The Good Place (NBC) The Kominsky Method (Netflix) The Marvelous Mrs. Maisel (Prime Video) The Righteous Gemstones (HBO) Matrjoschka (Netflix)                                                                                          |

### Seit 2020
| Jahr | Fernsehserie                 | TV-Network       | Nominierungen |
| 2020 | Schitt’s Creek               | CBC/Radio-Canada | The Boys (Prime Video) Dead to Me (Netflix) Insecure (HBO) Ramy (Hulu) What We Do in the Shadows (FX)                                                                                      |
| 2021 | Ted Lasso                    | Apple TV+        | A Black Lady Sketch Show (HBO) Die Professorin (Netflix) Hacks (HBO Max) Help (Channel 4) The Kominsky Method (Netflix) Only Murders in the Building (Hulu) What We Do in the Shadows (FX) |
| 2022 | Barry                        | HBO              | Atlanta (FX) Hacks (HBO Max) Minx (HBO Max) Only Murders in the Building (Hulu) Pivoting (Fox)                                                                                             |
| 2023 | Only Murders in the Building | Hulu             | Abbott Elementary (ABC) Barry (HBO) The Bear: King of the Kitchen (FX on Hulu) Reservation Dogs (FX on Hulu) Ted Lasso (Apple TV+)                                                         |
| 2024 | Hacks                        | HBO Max          | Abbott Elementary (ABC) The Curse (Paramount+) English Teacher (FX) Only Murders in the Building (Hulu) Platonic (Apple TV+)                                                               |